# Чемпионат Москвы по футболу 1934 (осень)
Чемпионат Москвы по футболу 1934 (осень) стал ХХXVIII-м первенством столицы.
Чемпионат был  проведен спортивными секциями при Московском Городском Совете Профессиональных Союзов (МГСПС) и Московском Городском Совете Физической Культуры (МГСФК) как единое первенство — высшая группа (в этом сезоне носившая название «первая группа») разыгрывала первенство Москвы, все остальные группы - первенство МГСПС (официальное название турнира — Первенство Москвы и МГСПС).
Победителем среди первых команд стала команда «Динамо».

## Организация и проведение турнира
Чемпионат проводился в 10 группах по 8 команд (всего 80 клубов). В высшей группе (в этом турнире она вновь получила название «первая группа») и во второй (она называлась «основная группа первенства МГСПС») клубы выставляли по пять команд, а также команды ветеранов (так называемых «старичков»), состоящих из игроков не моложе 1902 года рождения, и команды юношей (так называемых «детей») — 1914 - 1917 годов рождения, игравших два тайма по 30 минут. Чемпионы определялись по каждой из команд и в «клубном зачете» с учетом дифференцированного числа очков в зависимости от старшинства команды, при этом с команд снимались штрафные очки за каждое удаление — так, в первой команде оно обходилось клубу в 3 штрафных очка в «клубном зачете» (при этом, судя по источникам, в самом турнире первых команд очки не снимались: команда «Промкооперация», набравшая одинаковое число очков с другими двумя командами и имеющая в первой команде два удаления, очков не была лишена и опередила оппонентов по дополнительным показателям).
В первой группе выступали 8 клубов:
- «Промкооперация»
- «Динамо»
- ЗиС
- «Электрозавод»
- «Серп и Молот»
- ЦДКА
- ЗиФ
- «Казанка»

## Ход турнира (I группа, первые команды)
Чемпионат стартовал 3 сентября. Игры прошли в один круг.

### Турнирная таблица[5]
| № | Команды          | 1   | 2   | 3   | 4   | 5   | 6   | 7   | 8   | В | Н | П | М       | О  |
| - | ---------------- | --- | --- | --- | --- | --- | --- | --- | --- | - | - | - | ------- | -- |
|   | «Динамо»         |     | 2:1 | 1:1 | 1:1 | 6:0 | 5:0 | 3:2 | 2:0 | 5 | 2 | 0 | 20 — 5  | 19 |
|   | ЗиС              | 1:2 |     | 4:0 | 2:1 | 2:2 | 2:2 | 0:0 | 2:2 | 2 | 4 | 1 | 13 — 9  | 15 |
|   | ЦДКА             | 1:1 | 0:4 |     | 2:1 | 2:0 | 1:2 | 1:1 | 1:0 | 3 | 2 | 2 | 8 — 9   | 15 |
| 4 | «Промкооперация» | 1:1 | 1:2 | 1:2 |     | 2:3 | 5:1 | 5:1 | 2:0 | 3 | 1 | 3 | 17 — 10 | 14 |
| 5 | «Серп и Молот»   | 0:6 | 2:2 | 0:2 | 3:2 |     | 5:3 | 4:2 | 0:2 | 3 | 1 | 3 | 14 — 19 | 14 |
| 6 | «Казанка»        | 0:5 | 2:2 | 2:1 | 1:5 | 3:5 |     | 4:3 | 4:1 | 3 | 1 | 3 | 16 — 22 | 14 |
| 7 | ЗиФ              | 2:3 | 0:0 | 1:1 | 1:5 | 2:4 | 3:4 |     | 2:1 | 1 | 2 | 4 | 11 — 18 | 11 |
| 8 | «Электрозавод»   | 0:2 | 2:2 | 0:1 | 0:2 | 2:0 | 1:4 | 1:2 |     | 1 | 1 | 5 | 6 — 13  | 10 |

### Потуровая таблица
| № тура / Команда | 1        | 2 | 3 | 4 | 5 | 6 | 7 |   |
| ---------------- | -------- | - | - | - | - | - | - | - |
| № тура / Команда | «Динамо» | 5 | 1 | 1 | 1 | 1 | 1 | 1 |
| ЗиС              | 3        | 4 | 5 | 3 | 2 | 2 | 2 |   |
| ЦДКА             | 6        | 8 | 4 | 2 | 3 | 3 | 3 |   |
| «Промкооперация» | 1        | 5 | 2 | 4 | 6 | 6 | 4 |   |
| «Серп и Молот»   | 2        | 2 | 6 | 7 | 5 | 5 | 5 |   |
| «Казанка»        | 4        | 7 | 3 | 5 | 4 | 4 | 6 |   |
| ЗиФ              | 6        | 7 | 8 | 8 | 8 | 8 | 7 |   |
| «Электрозавод»   | 8        | 3 | 7 | 6 | 7 | 7 | 8 |   |

### Матчи
| 3 сен | «Динамо»      | 1:1     | ЦДКА              | ЦДКА                             |
| | - Смирнов 83′ | (отчёт) | - 59′ Семичастный | Зрителей: 8 000 Судья: А.Рябинин |
| Динамо: Фокин - Корчебоков,Тетерин - Коротков, Якушин, Рёмин - Новиков, Лапшин, Смирнов, Павлов, Ильин ЦДКА: Леонов - Лясковский, Саванов - Загрецкий, Зенкин, Никишин - Семичастный, Е.Стрепихеев, С.Артемьев, Щавелев, Шапошников |               |         |                   |                                  |

| 3 сен                                                                                                 | «Промкооперация» | 2:0 | «Электрозавод» | «Красные Сокольники» |
| Промкооперация: И.Филиппов - Ал.Старостин, ... - ..., ?.Козлов, Леута - ... Е.Москвин, Никифоров, ... |                  |     |                |                      |

| 3 сен | «Казанка» | 2:2 | ЗиС | КОР |

| 3 сен | «Серп и Молот» | 4:2 | ЗиФ |  |

| 6 сен | «Динамо»                                               | 5:0     | «Казанка» | КОР                             |
| | - Лапшин 12′ - Якушин 28′ - Ильин 57′ 75′ - Павлов 63′ | (отчёт) |           | Зрителей: 5 000 Судья: А.Якушин |
| Динамо: Фокин - Корчебоков, Тетерин - Дубинин, Якушин, Рёмин - Лапшин, Смирнов, Иванов, Павлов, Ильин Казанка: Разумовский - И.Андреев , Рожнов - Аронов, Загрядсков, Кошелев - Е.Семёнов, Петров, Лавров, А.Соколов, Мордасов |                                                        |         |           |                                 |

| 6 сен              | ЦДКА | 1:1 | «Промкооперация» | ЦДКА |
| ЦДКА: И.Филиппов - |      |     |                  |      |

| 6 сен | «Электрозавод» | 2:0 | «Серп и Молот» | СиМ |

| 6 сен | ЗиС | 0:0 | ЗиФ | ЗиС |

| 21 сен (переигровка)                                                                                    | ЦДКА              | 2:1 | «Промкооперация» | ЦДКА |
| | - Семичастный 2т′ |     |                  |      |
| ЦДКА: ... Никишин, Семичастный, ... Промкооперация: Акимов - ... С.Артемьев, Никифоров, В.Степанов, ... |                   |     |                  |      |

| 12 сен | «Динамо»                 | 2:1     | ЗиС             | «Динамо»                          |
| | - Павлов 69′ - Ильин 71′ | (отчёт) | - 57′ В.Семёнов | Зрителей: 10 000 Судья: М.Бухарин |
| Динамо: Фокин - Корчебоков, Тетерин - Дубинин, Якушин, Рёмин - Павлов, Смирнов, Иванов, Лапшин, Ильин ЗиС: Виноградов - Ананьев, Поляков - Маслов, Жуков, Ершов - Орлов, Помогаев, Курапов, Вик.Семенов, Емельянов |                          |         |                 |                                   |

| 12 сен | ЦДКА | 2:0 | «Серп и Молот» | ЦДКА |

| 12 сен                       | «Промкооперация» | 5:1 | ЗиФ | «Трехгорка» |
| Промкооперация: И.Филиппов - |                  |     |     |             |

| 12 сен | «Казанка» | 4:1 | «Электрозавод» |  |

| 14 сен                                                   | ЗиС | 2:1 | «Промкооперация»  | «Трехгорка»                       |
|                                                          |     |     | - 2т'(пен.) Леута | Зрителей: 3 000 Судья: Н.Соловьев |
| Промкооперация: И.Филиппов - ... Леута, Н.Старостин, ... |     |     |                   |                                   |

| 15 сен | «Динамо»                                                             | 6:0     | «Серп и Молот» | «Динамо»                          |
| | - Иванов 10′ 49′ - Якушин 26′ - Ильин 61′ - Павлов 66′ - Смирнов 83′ | (отчёт) |                | Зрителей: 10 000 Судья: Н.Корнеев |
| Динамо: Фокин (60' Квасников)- Корчебоков, Коротков - Дубинин, Якушин, Рёмин - Лапшин, Смирнов, Иванов, Павлов, Ильин Серп и Молот: Гранаткин - Аркадьев, Бубенцов - Максимов, Апухтин , Афонин - Потапов, Гусев, Н.Ильин, Петров, Богданов |                                                                      |         |                |                                   |

| 15 сен | ЦДКА | 1:0 | «Электрозавод» | «Красные Сокольники» |

| 21 сен (перенос) | «Казанка» | 4:3 | ЗиФ |  |

| 18 сен | «Казанка» | 2:1 | ЦДКА | КЖД |

| 18 сен                                                   | «Серп и Молот» | 3:2 | «Промкооперация» |                   |
|                                                          |                |     | - (пен.) Леута   | Судья: Н.Соловьев |
| Промкооперация: И.Филиппов - ... Леута, Н.Старостин, ... |                |     |                  |                   |

| 18 сен | «Динамо»                               | 3:2     | ЗиФ                         | ЗиФ                             |
| | - Смирнов 15′ - Павлов 42′ - Ильин 65′ | (отчёт) | - 26′ Волков - 37′ Рязанцев | Зрителей: 4 000 Судья: А.Рывков |
| Динамо: Квасников - Корчебоков, Тетерин - Дубинин, Якушин, Рёмин - Лапшин, Смирнов, Иванов, Павлов, Ильин ЗиФ: Есенин - Федотов, Карелин - Карасев, Ан.Ржевцев, Корнилов - Репин, Рязанцев, П.Новиков, Волков , Ал. Ржевцев |                                        |         |                             |                                 |

| 18 сен | ЗиС | 2:2 | «Электрозавод» | ЗиС |

| 24 сен | «Динамо»     | 1:1     | «Промкооперация» | «Динамо»                          |
| | - Иванов 55′ | (отчёт) | - 3′ Никифоров   | Зрителей: 10 000 Судья: А.Щелчков |
| Динамо: Фокин - Корчебоков, Тетерин - Дубинин, Якушин 70', Рёмин - Лапшин, Смирнов, Иванов, Павлов, Ильин · Промкооперация: Акимов - .... - Ан.Старостин, ... - Степанов 70', Никифоров, ... |              |         |                  |                                   |

| 24 сен | ЗиС | 4:0 | ЦДКА |  |

| 24 сен | «Серп и Молот» | 5:3     | «Казанка»                | КЖД |
| | - Г.Богданов   | (отчёт) | - Лавров - (пен.) Рожнов |     |
| Серп и Молот: Глазунов - Б.Афонин, Б.Аркадьев - Бубенцов, Н.Ильин, Г.Комаров - Г.Богданов, Киршаков, В.Блинков, А.Попов, Потапов Казанка: Гучков - И.Андреев, Рожнов - Аронов, ..., Левин - Е.Семенов, Юшко, Лавров, А.Соколов, ... |                |         |                          |     |

| 24 сен | ЗиФ | 2:1 | «Электрозавод» |  |

| 24 сен | «Динамо»                | 2:0     | «Электрозавод» | «Динамо»                        |
| | - Ильин 8′ - Иванов 27′ | (отчёт) |                | Зрителей: 8 000 Судья: А.Якушин |
| Динамо: Квасников - Корчебоков, Тетерин - Дубинин, Якушин, Рёмин - Лапшин, Смирнов, Иванов, Павлов, Ильин Электрозавод: Гранаткин - Жаткин, Герасимов - Спиридонов, Глебов, Барляев - Староверов, Хренов, А.Соколов, Суханов, Николаев |                         |         |                |                                 |

| 24 сен | ЦДКА | 1:1 | ЗиФ | ЗиФ |

| 24 сен                   | «Промкооперация» | 5:1 | «Казанка» | КЖД             |
|                          |                  |     |           | Зрителей: 5 000 |
| Промкооперация: Акимов - |                  |     |           |                 |

| 24 сен | ЗиС | 2:2 | «Серп и Молот» | СиМ |

## Клубный зачет

### I группа
Победители в «младших» командах
- II —  «Электрозавод»;
- III —  «Промкооперация»;
- IV —  «Промкооперация»;
- V —  «Динамо»;
- «старички» — «Серп и Молот»;
- «дети» —  «Динамо»;

«Клубный зачет»
- Победитель —  «Динамо»;

### «Младшие» группы
«Клубный зачет»
- Основная группа первенства МГСПС — «Фрезер»;